# Strawberry Time (アルバム)
『Strawberry Time』（ストロベリー・タイム）は、松田聖子の通算14作目のオリジナル・アルバム。1987年5月16日発売。発売元はCBS・ソニー。

## 概要
松田聖子の音楽シーンへの完全復帰第1作目。通算23枚目である先行シングル「Strawberry Time」のイントロがフェードインするアルバム・ヴァージョンを含む全10曲を収録。前作『SUPREME』に続き、現役男性アーティストによる作曲が大半を占めている。大村雅朗以外の作家は全て初起用となった。松田自身が作曲したナンバーも収録している。
ジャケット写真の撮影は篠山紀信が担当した。この年出場した『第38回NHK紅白歌合戦』でも花をあしらったフリフリの衣装でステージを飾り、アイドル性の健在ぶりを見せている。
結果的に本作発売後から ″ママドル″ という新しいジャンルを確立するに至った。
CD・LP・カセットテープと3形態が発売された。なお1987年頃はLPからCDへの移行時期であったが、聖子のオリジナル・アルバムでは当作品で初めて、LPのセールス枚数をCDのセールス枚数が上回った。
1987年12月時点で、CD・LP・カセットテープの合計で100万枚を売り上げている。

## 収録楽曲
| 全作詞: 松本隆。 |                                |           |                        |          |      |
| #                | タイトル                       | 作詞      | 作曲                   | 編曲     | 時間 |
| 1.               | 「Strawberry Time」            | 松本隆    | 土橋安騎夫（REBECCA）  | 大村雅朗 | 4:29 |
| 2.               | 「裏庭のガレージで抱きしめて」 | 松本隆    | チャック・ムートン     | 大村雅朗 | 4:12 |
| 3.               | 「Kimono Beat」                | 松本隆    | 小室哲哉（TM NETWORK） | 大村雅朗 | 3:47 |
| 4.               | 「妖しいニュアンス」           | 松本隆    | 大村雅朗               | 大村雅朗 | 4:40 |
| 5.               | 「シェルブールは霧雨」         | 松本隆    | SEIKO                  | 大村雅朗 | 3:44 |
| 6.               | 「All Of You」                 | 松本隆    | 辻畑鉄也（PICASSO）    | 西平彰   | 4:22 |
| 7.               | 「雛菊の地平線」               | 松本隆    | 大江千里               | 大村雅朗 | 4:20 |
| 8.               | 「チャンスは2度ないのよ」      | 松本隆    | 広石武彦（UP-BEAT）    | 笹路正徳 | 4:19 |
| 9.               | 「ピンクの豹」                 | 松本隆    | 米米CLUB               | 大村雅朗 | 4:42 |
| 10.              | 「LOVE」                       | 松本隆    | 辻畑鉄也（PICASSO）    | 大村雅朗 | 4:25 |
| 合計時間:        | 合計時間:                      | 合計時間: | 合計時間:              | 43:00    |      |

## 楽曲解説
1. Strawberry Time
『第38回NHK紅白歌合戦』歌唱曲。先行してリリースされたシングルで、アルバムのタイトルナンバー。イントロが長いアルバム・バージョンでの収録。
2. 裏庭のガレージで抱きしめて
作曲の "チャック・ムートン" は、当時BARBEE BOYSのギタリストであった、いまみちともたかのペンネームである。
3. Kimono Beat
小室はシーナ・イーストン、オリビア・ニュートン＝ジョン等のポップスの王道歌手をイメージして作った[2]。小室は「タイトルからして、曲の全てを支配してしまった。松本隆さんの書いた詞の勝利」「松田聖子さんは元々歌の上手い人だから、メロディの動きも気にしなくていいし、制約無しに曲が簡単に書けた」と振り返っている[3]。2000年代に入ってからも、コンサートで披露される機会が多い。
4. 妖しいニュアンス
5. シェルブールは霧雨
SEIKO名義で松田本人が作曲を手掛けたナンバー。
6. All Of You
7. 雛菊の地平線
大江が聖子に初めて提供した曲であり、後の「Pearl-White Eve」につながっていく。
8. チャンスは2度ないのよ
福岡県出身のロックバンド・UP-BEATのボーカル・広石武彦が作曲を手掛けたナンバー。
9. ピンクの豹
曲が終わり、10曲目が再生される間に仕掛けがある。
1994年に立川恵により発表された漫画『怪盗セイント・テール』のオマージュ（インスパイア）元になっており、聖子は後に同作アニメの後期主題歌も担当した。
10. LOVE
辻畑がボーカルを務めるバンド・ピカソが「星の旅人」のタイトルでセルフカバー（歌詞が全く異なる）。

## クレジット
- Keyboards：西本明、富樫春生、山田秀俊、笹路正徳、西平彰
- Electric Bass：高水健司、富倉安生、伊藤広規
- Drums：青山純、江口信夫
- Electric Guitar：今剛、窪田晴男、土方隆行、松下誠
- Latin Percussion：斎藤ノブ
- Strings：Joe Strings
- Synthsizer Operators：迫田到、浦田恵司、松武秀樹、藤井丈司、松井隆雄
- Saxophone：Jake.H.Conception、土岐英史、淵野繁雄、高野正幹、石兼武美
- English Horn：坂宏之
- Chorus：比山貴咏史、木戸やすひろ、山川恵津子、EVE、新倉芳美

## 関連作品
- Strawberry Time
  - シングル「Strawberry Time#関連作品」を参照
- Kimono Beat
  - Bible III
  - Another Side of Seiko 27
  - Premium Diamond Bible
  - SEIKO MEMORIES 〜Masaaki Omura Works〜
  - TETSUYA KOMURO ARCHIVES “T”
- 妖しいニュアンス
  - SEIKO MEMORIES 〜Masaaki Omura Works〜
- シェルブールは霧雨
  - エトランゼ
  - SEIKO MEMORIES 〜Masaaki Omura Works〜
  - Seiko Matsuda 40th Anniversary Bible -bright moment-
- 雛菊の地平線
  - SEIKO MEMORIES 〜Masaaki Omura Works〜

## カバー
Kimono Beat
- 小室哲哉 - アルバム『Hit Factory』（1992年10月21日発売）にてセルフカバー。男性目線からの詞になっている。
- 中島愛 - アルバム『ラブリー・タイム・トラベル』（2019年1月28日発売）に収録。